# La Chuparrosa
La Chuparrosa är en ort i Mexiko.   Den ligger i kommunen Guasave och delstaten Sinaloa, i den västra delen av landet, 1 200 km nordväst om huvudstaden Mexico City. La Chuparrosa ligger 14 meter över havet och antalet invånare är 609.
Terrängen runt La Chuparrosa är mycket platt. Runt La Chuparrosa är det ganska tätbefolkat, med 100 invånare per kvadratkilometer. Närmaste större samhälle är Guasave, 8,3 km öster om La Chuparrosa. Trakten runt La Chuparrosa består till största delen av jordbruksmark.